# Siriporn Ampaipong
Siriporn Ampaipong (thai: ศิริพร อำไพพงษ์), född 7 december 1964, är en thailändsk kvinnlig sångare.

## Diskografi
- Parinya Jai (ปริญญาใจ)
- Puea Mae Pae Bo Dai (เพื่อแม่แพ้บ่ได้)
- Song Khon Bon Tang Jai (สองคนบนทางใจ)
- Phae Jai Khon Dee (แพ้ใจคนดี)
- Aok Hak Pro Hak Ai (อกหักเพราะฮักอ้าย)
- Tua Jing Pra Jam Jai (ตัวจริงประจำใจ)
- Hua Na Kang Sao Suea Dam (หัวหน้าแก๊งสาวเสื้อดำ)
- Parinya Jep (ปริญญาเจ็บ)